# Joaquín Pixán
Joaquín Pixán, cuyo nombre completo es Joaquín Pérez Fuertes, (Pixán, Cangas del Narcea, Asturias, 4 de marzo de 1950) es un tenor lírico español.

## Biografía
Gana su primer concurso en Radio España de Madrid a los 13 años. Inicia su formación a los 16 años en la Escuela de Arte Dramático de Madrid, continuando sus estudios en la Escuela Superior de Canto de Madrid, donde estudiaría bajo la dirección de Lola Rodríguez Aragón y Carmen Pérez-Durías, así como con los maestros Félix Lavilla y Miguel Zanetti.
Debuta en 1976 en el Teatro de la Zarzuela de Madrid con El caserío de Jesús Guridi. También canta en el mismo teatro Los vagabundos de Manuel Moreno-Buendía (estreno mundial) y Los gavilanes de Jacinto Guerrero. 
En 1978 realiza un curso de la mano de Tito Capobianco, director general del Teatro de la Ópera de San Diego, director de escena y empresario en Estados Unidos. Con él representa óperas como La bohème, Manon Lescaut o Lucia di Lammermoor. 
En 1979 ingresa en la escuela de La Scala de Milán con becas de la Fundación Humboldt, empresa ALSA y Banco Herrero. En La Scala estudia, entre otros, con Gina Cigna y Antonio Beltrami, pianista habitual de Victoria de los Ángeles. En Milán conoce a Alfredo Kraus, su referente vocal y artístico. 
En 1982 gana en Zaragoza el Concurso internacional de canto Miguel Fleta. Ese mismo año da un concierto de música asturiana en Oviedo con motivo de la constitución de la Fundación Príncipe de Asturias, con la asistencia de los reyes de España. Este concierto es grabado y emitido por TVE. En 1983 participa en el Teatro Campoamor de Oviedo en la primera entrega de los Premios Príncipe de Asturias. A este concierto asisten también los reyes y lo retransmite TVE de nuevo. Posteriormente graba otros cuatro programas más para distintas TV, destacando uno para la televisión belga con un claro interés didáctico, ya que ha sido utilizado como clase dirigida a escolares de distintos niveles.[cita requerida]
En 1984 ofrece, en el Teatro Real de Madrid, un concierto con la Orquesta Sinfónica de Madrid, dirigido por Jorge Rubio. Este concierto sirvió de presentación de su nuevo disco Madre Asturias.
En 1999 se celebró un recital en Cangas del Narcea (Asturias), en el que Pixán cantó con la soprano Montserrat Caballé. Este mismo acto se repitió en la Catedral de Sevilla. 
Ha trabajado con directores como Sergiu Celibidache, Rafael Frühbeck de Burgos, Jessi Levine, Víctor Pablo Pérez, Miguel Roa y Jesús López Cobos.[cita requerida] También ha desarrollado una intensa labor concertística en países como Rusia, México, Italia, Bélgica, Venezuela, Argentina, Inglaterra y en diversas capitales españolas.[cita requerida]
Joaquín Pixán tiene grabados casi 20 discos, entre los que destacan: Madre Asturias, con Naxos y la Orquesta Filarmónica de Londres, música de Antón García Abril y dirigido por Jesús López Cobos; Momentos inolvidables de Asturias, con las colaboraciones extraordinarias de Alfredo Kraus, Lola Casariego y Luis del Olmo como recitador, acompañados por la Orquesta y Coro de RTVE; el disco titulado Ave María, con la English Chamber Orchestra y el pianista Alejandro Zabala; y, por último, el doble CD Francesco Paolo Tosti: la canción italiana del siglo XIX (EMI), con el pianista Giovanni Auletta.
Joaquín Pixán ha compaginado su trabajo de cantante profesional con la docencia, impartiendo diversos cursos de enseñanza vocal y de interpretación: La Canción Lírica Asturiana y su aprendizaje y Técnica Vocal y Estilo de la Música Lírica Asturiana, en el Conservatorio Superior de Música de Oviedo; IV Curso de Interpretación de la Canción Lírica y Popular Asturiana, en el Teatro Jovellanos de Gijón y al que acudieron como invitados Antón García Abril, Pedro Lavirgen y Francisco Rodríguez García. Fueron de gran importancia las conferencias pronunciadas en los cursos de verano de El Escorial, a las que fue invitado por la Universidad Complutense de Madrid y que trataron también sobre la música asturiana.[cita requerida]

## Discografía
- 1975 Asturias y su folklore.
- 1979 Canción lírica asturiana.
- 1988 Homenaje a Eduardo M. Torner en el centenario de su nacimiento.
- 1984 Madre Asturias - Versión voz y orquesta - London Philharmonic Orchestra, Antón García Abril, Jesús López Cobos.
- 1987 Grandes éxitos.
- 1993 Atardecer - Orquesta Sinfónica del Principado Asturias, Jessi Levine.
- 1994 Si yo fuera picador - Orquesta y Coro de RTVE, Rafael Ibarbia, Benito Lauret, con la colaboración de Alfredo Kraus y Lola Casariego.
- 1999 Ave María - English Chamber Orchestra, David Hill, Alejandro Zabala (piano).
- 2000 Cantos de la Mar.
- 2001 Ramón Cabanillas na música. Alejandro Zabala (piano).
- 2001 Coplas y Romances. Orquesta Sinfónica de Oviedo, Benito Lauret, con la colaboración de María Vidal.
- 2001 Atardecer.
- 2002 Grandes éxitos.
- 2003 Voz que soledad sonando (Música para la poesía de Ángel González).
- 2006 Francesco Paolo Tosti: la canción italiana del XIX - Ara Malikian (violín), Giovanni Auletta (piano). EMI.
- 2006 Tú me levantas, tierra de Castilla.
- 2006 Canciones para el encuentro iberoamericano.
- 2006 Palabres de muyer.
- 2007 Madre Asturias - Versión piano. Naxos.
- 2007 Armonía entre canto, música y poesía: canciones napolitanas y españolas de concierto.
- 2008 Cinco versiones musicales para tres poemas inéditos de Ángel González.
- 2009 Poemas musicados de Pablo García Baena.
- 2010 Ave María: reedición del disco de 1999 - Columna música.
- 2010 La pena se olvida: pasodobles. Orquesta Filarmónica de Málaga, José de Eusebio, Mayca Teba (soprano).
- 2011 Oda a Jovellanos.
- 2012 Francesco Paolo Tosti: La música de salón italiana, Volumen 1.
- 2012 María Lejarraga: Música emocional, música recobrada.
- 2013 Poemas musicados de Pablo García Baena.
- 2014 Voz que soledad sonando (Música para la poesía de Ángel González).
- 2014 Misa de gaita y tonadas asturianas.
- 2014 Cantares gallegos: Rosalía de Castro.
- 2014 Canciones para el Encuentro Iberoamericano (Poetas y músicos iberoamericanos).
- 2014 Gerardo Gombau: Tú me levantas, Tierra de Castilla.
- 2015 Tentativa de un cancionero asturiano para el siglo XXI.
- 2016 Un cancionero asturiano para el siglo XXI (Edición Deluxe).
- 2018 México, ahora y siempre.

## Premios y reconocimientos
- Caballero de la Orden del Sabadiego, en el Condado de Noreña, Asturias.
- 1984 Sardina de oro, otorgado por la Fundación Sabugo ¡tente firme!
- 2002 Arándano de plata, en Navelgas, Asturias.
- 2004 Cepa de oro, III Fiesta de la Vendimia, en Cangas del Narcea, Asturias.
- 2006 Miembro Honorario del Club Tosti, otorgado por el Istituto Nazionale Tostiano de la localidad de Ortona, Italia.
- 2008 Quijote de Asturias, La Probe, en Morcín, Asturias.
- 2010 Micrófono de oro (en la categoría Espectáculo), concedido por la Federación de Asociaciones de Radio y Televisión de España en Ponferrada, León.

## Últimas actuaciones
- 5 de diciembre de 2010: Teatro Campos Elíseos de Bilbao: Joaquín Pixán Canta Tosti. Canciones de Tosti, García Abril y compositores hispanoamericanos.
- 29 de mayo de 2010: Avilés: Concierto benéfico en favor de Cáritas. Cantos preflamencos, coplas y pasodobles.
- 15 de mayo de 2010: Ponferrada: VIII Edición Micrófonos de Oro, concedidos por la Federación de Asociaciones de Radio y Televisión de España. Premiado en la categoría de "Espectáculo".
- 22 de abril de 2010: Ortona (Italia): Concerto di beneficenza per il “Fondo Carloni”. Romanze e Canciones tra le sponde del Mediterraneo. Romanzas "tostianas" y canción española. Joaquin Pixán, tenor; Juan Llinares, violinista; Noelia Rodiles, pianista.